# Silas Melson
Silas Melson (Portland, Oregon, 22 de agosto de 1996) es un jugador de baloncesto estadounidense que actualmente se encuentra sin equipo. Con 2,03 metros de estatura, juega en la posición de escolta.

## Trayectoria deportiva
Jugó durante cuatro temporadas con los Gonzaga Bulldogs, donde la temporada 2017-18 anotaría 9.3 puntos y 3.1 rebotes por partido. Tras no ser elegido en el Draft de la NBA de 2018, firmó su primer contrato profesional con el Lavrio B.C. de la A1 Ethniki.
El 23 de diciembre de 2018, se oficializa su fichaje por el Hapoel Be'er Sheva B.C. de la Ligat Winner, la primera categoría del baloncesto israelí, para sustituir al lesionado Semaj Christon, procedente del Lavrio B.C. donde promedió 8.8 puntos y 1.9 rebotes en 9 partidos.
En la temporada 2021-22, firma por el BC Kalev con el que disputa la Alexela Korvpalli Meistriliiga de Estonia y la VTB League.
El 13 de junio de 2022 fichó por el Petkim Spor de la BSL de Turquía.
En la temporada 2023-24, firma por el MHP Riesen Ludwigsburg de la Basketball Bundesliga.